# Hackerek ábrázolása a szórakoztató kultúrában
Az alábbi lista a népszerű kultúra különféle területein, médiáiban megjelenő különféle szerzők által alkotott hackerek, számítógépes guruk, szereplők listája.
A lista nem tartalmazza a valóban létező vagy valaha élt hackereket.
Megjegyzendő, hogy a közbeszédben általában hackernek nevezik a különösen tehetséges számítógépes, informatikai szakemberektől a néha törvénytelenségbe tévedő lelkes amatőrökön keresztül a kifejezett számítógépes bűnözőkig szinte mindenkit. A népszerű kultúrában is általában ez a meghonosodott gyakorlat. Holott mind az angol nyelvben, mind a magyarban léteznek közismert kifejezések ezek árnyalt megkülönböztetésére (expert - szakértő, programozó, hacker, cracker, geek, gamer, ...).

## Képregények
- Batman képregények
  - Lonnie Machin (Moneyspider): egy anarchista, aki először az Anarky és a DC Comics különféle Batman-képregényeiben tűnt fel.
  - Tim Drake (Robin): Batman egyik közeli álarcos segítőtársa a DC Comics Batman sorozatában.
  - Barbara Gordon (Oracle): főszereplő különféle Batman-képregényekben és a Birds of Preyben
  - Noah Kuttler (A Calculator): zseniális hacker, visszatérő gonosz a DC Comics képregényeiben.
  - Wendy Harris (Proxy)
- The Hacker Files (a DC Comics minisorozata, 1992-1993)
  - Jack Marshall (Hacker) – a The Hacker Files sorozat főszereplője
  - Falcon Kid [Fayçal GHOUL] (Master Blaster) – egy zseniális hacker, akiről csak annyi tudható, hogy francia és 14 éves.
  - Cowboy
  - Sue Denim
  - Spider
- Ghost Rider 2099 (a Marvel Comics képregénysorozata, 1994-1996)
  - Artificial Kidz:
    - Kenshiro „Zero” Cochrane (Ghost Rider)
    - Warewolf
    - Phrack
    - 2600

  - Jimmy Alhazared (Doctor Neon)
- System Crash (Marvel Comics, 1994-)
  - System Crash – egy hacker csoport a Marvel Comics különböző kiadványaiban

## Film
- James Bond: Skyfall (007 - Skyfall, angol-amerikai akciófilm, 2012, rendezte: Sam Mendes)
  - Raoul Silva – Javier Bardem
  - Q – Ben Whishaw
- Ace Ventura: Állati nyomozó (Ace Ventura, amerikai film, 1994, rendezte: Tom Shadyac)
  - Woodstock – Raynor Scheine
- Bízd a hackerre! (AntiTrust, 2001, amerikai krimi, rendezte: Peter Howitt)
  - Milo Hoffman – Ryan Phillippe
- Bérgyilkosok (Assassins, 1995, Richard Donner)
  - Electra – Julianne Moore
- Bait (2000, amerikai–kanadai bűnügyi, rendezte: Antoine Fuqua)
  - Bristol – Doug Hutchison
- Blackhat (Blackhat, amerikai akcióthriller, 2015, rendezte: Michael Mann)
  - Nick Hathaway – Chris Hemsworth
  - Sadak, „The Blackhat” – Yorick van Wageningen
- A mag (The Core, amerikai sci-fi katasztrófafilm, 2003, rendezte: Jon Amiel)
  - Taz Finch („Ratt”) (magyar szinkron szerint: Theodore Donald „Patkány” Finch) – DJ Qualls
- Cowboy Bebop: The Movie (Cowboy Bebop: Tengoku no tobira, japán sci-fi anime film, 2001, rendezte: Shinichirô Watanabe, Tensai Okamura, Hiroyuki Okiura és Yoshiyuki Takei)
  - Lee Sampson
- Beépített tudat (Criminal, amerikai akció-thriller, 2016, rendezte: Ariel Vromen)
  - Jan Strook („The Dutchman”, magyar szinkron szerint: „Holland”) - Michael Pitt
- Gyilkos elmék (Criminal Minds, amerikai–kanadai bűnügyi tévéfilmsorozat, 2005–)
  - Penelope Garcia – Kirsten Vangsness
- Kardhal (Swordfish, amerikai–ausztrál akciófilm, 2001, rendezte: Dominic Sena)
  - Stanley Jobson (Hugh Jackman) egy magányos hacker.
  - Axl Torvalds – Rudolf Martin.
- Kocka 2. - Hiperkocka (Cube²: Hypercube, amerikai sci-fi, 2002, rendezte: Andrzej Sekula)
  - Sasha / Alex Trusk – Grace Lynn Kung
- Drágán add az életed! (Die Hard, amerikai akciófilm, 1988, rendezte: John McTiernan)
  - Theo – Clarence Gilyard Jr.
- A közellenség (Enemy of the State, amerikai krimi, 1998, rendezte: Tony Scott)
  - Edward Lyle (Brill) – Gene Hackman
- Fuss az életedért (Freerunner, amerikai akciófilm, 2011, rendezte: Lawrence Silverstein)
  - Myles – Joe Zamora
- Halálos iramban 7. (Furious 7, amerikai akciófilm, 2015, rendezte: James Wan)
  - Ramsey – Nathalie Emmanuel
- Gamer – Játék a végsőkig (Gamer, amerikai sci-fi, 2009, rendezte: Mark Neveldine és Brian Taylor)
  - Humanz Brother – Ludacris
- Szellem a gépben (Ghost in the Machine, amerikai sci-fi horrorfilm, 1993, rendezte: Rachel Talalay)
  - Karl Hochman[1]– Ted Marcoux
- James Bond: Aranyszem (GoldenEye, angol-amerikai akciófilm, 1995, rendezte: Martin Campbell)
  - Natalja Fjodorovna Szimjonova – Izabella Scorupco
  - Borisz Grisenko – Alan Cumming
- Páncélba zárt szellem (Kókaku kidótai, Ghost in the Shell, japán-angol animációs film, 1995, rendezte: Mamoru Oshii)
  - Bábmester (The Puppet Master)
- Aranyszem (GoldenEye, brit–amerikai akciófilm, 1995, rendezte: Martin Campbell)
  - Borisz Grisenko – Alan Cumming
  - Natalja Fjodorovna Szimjonova – Izabella Scorupco
- Tolvajtempó (Gone in Sixty Seconds, amerikai akció-thriller, 2000, rendezte: Dominic Sena)
  - Toby – Wiliam Lee Scott
- Adatrablók (Hackers, amerikai krimi, 1995, rendezte: Iain Softley) A gonosz hacker és csaló Pestis (Eugene Belford azaz „The Plague” – Fisher Stevens) ellen szerveződött hackercsoport:
  - Dade Murphy azaz „Zero Cool” avagy ”Crash Override” – Jonny Lee Miller
  - Kate Libby azaz „Acid Burn” – Angelina Jolie
  - Ramόn Sánchez azaz „The Phantom Phreak” – Renoly Santiago
  - Emmanuel Goldstein azaz „Cereal Killer” (magyar szinkronszerint: „Gyilkos Zabpehely”) – Matthew Lillard
  - Paul Cook azaz „Lord Nikon” – Laurence Mason
  - Joey Pardella azaz „Master of Disaster” – Jesse Bradford
- Behálóztak, édes! (Haker, lengyel akció-vígjáték, 2002, rendezte: Janusz Zaorski)
  - Marcin „McFly” Makowski – Bartosz Obuchowicz
  - Adam „Turbo” Nowak – Piotr Miazga
- Bedrótozva (Hardwired, kanadai-amerikai sci-fi, 2009, rendezte: Ernie Barbarash)
  - Keyboard – Chad Krowchuk
  - Kék (Punk Blue) – Juan Riedinger
  - Vörös (Punk Red) – Tatiana Maslany
- A függetlenség napja (Independence Day, amerikai sci-fi film, 1996, rendezte: Roland Emmerich)
  - David Levinson – Jeff Goldblum
- Az olasz meló (The Italian Job, amerikai–francia–brit bűnügyi akciófilm, rendezte: F. Gary Gray)
  - Lyle („The Real Napster”)
- Johnny Mnemonic – A jövő szökevénye (Johnny Mnemonic, amerikai sci-fi film, 1995, rendezte: Robert Longo)
  - Jones (The Dolphin)
  - Strike
- A fűnyíróember (The Lawnmower Man, amerikai sci-fi film, 1995, rendezte: Brett Leonard)
  - Jobe Smith – Jeff Fahey
- Die Hard 4.0 – Legdrágább az életed (Die Hard 4.0, Live Free or Die Hard, 2007, amerikai–brit akciófilm, Len Wiseman)
  - Matthew Farrell – Justin Long
  - Bowman – Cliff Curtis
  - Mai Linh – Maggie Q
  - Varázsló („Warlock”) / Frederick „Freddy” Kaludis – Kevin Smith
  - Thomas Gabriel – Timothy Olyphant
- Kísértések (2002, magyar filmdráma, rendezte: Kamondi Zoltán)
  - Marci – Miklós Marcell
- Vesztesek bosszúja (The Losers, 2010, rendezte: Sylvain White)
  - Jake Jensen – Chris Evans
- Mátrix (The Matrix, amerikai–ausztrál sci-fi film, 1999, rendezte: Lilly és Lana Wachowski)
  - Neo (Thomas A. Anderson) – Keanu Reeves
  - Morpheus – Laurence Fishburne
  - Trinity – Carrie-Anne Moss
  - Apoc – Julian Arahanga
  - Cypher (Mr. Reagan) – Joe Pantoliano
  - Dozer – Anthony Ray Parker
  - Ghost – Anthony Wong
  - Mouse – Matt Doran
  - Switch – Belinda McClory
  - Tank – Marcus Chong
- Mission: Impossible (Mission Impossible, amerikai akciófilm, 1996, rendezte: Brian De Palma)
  - Luther Stickell – Ving Rhames

A többi Mission: Impossible filmben:
- Benji – Simon Pegg

- A nemzet aranya (National Treasure, amerikai akciófilm, 2004, rendezte: Jon Turteltaub)
  - Riley Poole – Justin Bartha
- Idegpálya (Nerve, amerikai akciófilm, 2016, rendezte: Henry Joost és Ariel Schulman Jeanne Ryan regényéből)
  - Tommy Mancuso – Miles Heizer
  - Hacker Kween – Samira Wiley
- A hálózat csapdájában (The Net, amerikai thriller, 1995, rendezte: Irwin Winkler)
  - Angela Bennett („Angel”) – Sandra Bullock
  - Jack Devlin – Jeremy Northam
- Nirvána (Nirvana, olasz-francia sci-fi, 1997, rendezte: Gabriele Salvatores)
  - Jimi Dini – Christopher Lambert
  - Joystick – Sergio Rubini
  - Naima – Stefania Rocca
- Ocean’s Thirteen – A játszma folytatódik (Ocean’s Thirteen, amerikai bűnügyi vígjáték, 2007, rendezte: Steven Soderbergh)
- Hivatali patkányok (Office Space, amerikai filmvígjáték, 1999, rendezte: Mike Judge)
  - Peter Gibbons – Ron Livingston
  - Samir Nagheenanajad – Ajay Naidu
  - Michael Bolton – David Herman
- Serenity (amerikai sci-fi akciófilm, 2005, rendezte: Joss Whedon)
  - Mr. Universe – David Krumholtz
- Komputerkémek (Sneakers, amerikai krimi, 1992, rendezte: Phil Alden Robinson)
  - Martin Bishop – Robert Redford
  - Erwin Emery (Whistler) – David Strathairn
  - Darryl Roskow (Mother) – Dan Aykroyd
- Superman III. (Superman III, angol-amerikai sci-fi akciófilm, 1983, rendezte: Richard Lester)
  - Gus Gorman – Richard Pryor
- Terminátor 2. – Az ítélet napja (Terminator 2: Judgment Day, amerikai-francia sci-fi akciófilm, 1991, rendezte: James Cameron)
  - John Connor – Edward Furlong
- Patrick Carman's Trackers (2010, amerikai video rövidfilm Patrick Carman Trackers #1 (2010) és Trackers Book 2: Shantorian (2011) című regényeiből)
  - Shantorian
- Meteo (1990, magyar filmdráma, rendezte: Monory Mész András)
  - Eckerman („Felhőcske”) – Kistamás László
- A tetovált lány (Män som hatar kvinnor, svéd-dán-német-norvég krimi, 2006, rendezte: Niels Arden Oplev)
  - Lisbeth Salander (Wasp) – Noomi Rapace
  - Plague (magyar szinkron szerint: Ragály) – Tomas Köhler
- A tetovált lány (The Girl with the Dragon Tattoo, amerikai krimi, 2011, rendezte: David Fincher)
  - Lisbeth Salander (Wasp) – Rooney Mara
  - Plague – Tony Way
  - Trinity – Leo Bill
- Tron, avagy a számítógép lázadása (Tron, amerikai sci-fi, 1982, rendezte: Steven Lisberger)
  - Kevin Flynn – Jeff Bridges
- Gyilkosság online (Untraceable, amerikai sci-fi, 2008, rendezte: Gregory Hoblit)
  - Owen Reilly – Joseph Cross
- Háborús játékok (WarGames, amerikai Sci-fi film, 1983, rendezte: John Badham)
  - David Lightman – Matthew Broderick
- Az elnök végveszélyben (White House Down, amerikai akciófilm, 2013, rendezte: Roland Emmerich)
  - Skip Tyler – Jimmi Simpson
- XXX: State of the Union (amerikai akciófilm, 2005, rendezte: Lee Tamahori)
  - Toby Lee Shavers NSA ügynök – Michael Roof

## Televízió
- 24 (24, amerikai akciósorozat, 2001-2010) a 3. évadtól
  - Chloe O’Brian – Mary Lynn Rajskub
- A S.H.I.E.L.D. ügynökei (Agents of S.H.I.E.L.D., amerikai televíziós sci-fi akciófilm-sorozat, 2013-)
  - Skye azaz Daisy „Skye” Johnson / Quake – Chloe Bennet
- Alias (Alias, amerikai krimisorozat, 2002, rendezte: Ken Olin)
  - Marshall Flinkman – Kevin Weisman
  - Rachel Gibson – Rachel Nichols
- A zöld íjász (Arrow, amerikai akció-kaland televíziós sorozat, 2012-)
  - Felicity Smoak / Overwatch (magyar szinkron szerint: Őrszem) – Emily Bett Rickards

Például a Noé bárkája (Lost in the Flood, 4S22E) című epizódban: Felicity apja, Noah Kuttler (Tom Amandes) (Összesen öt epizódban)
- Batman of the Future (Batman Beyond, amerikai rajzfilmsorozat, 1999-2001)
  - Maxine Gibson (eredeti hangja: Cree Summer, magyar hangja: Vadász Bea)
- Battle Programmer Shirase (Bīpīesu Batoru Puroguramā Shirase, japán anime sorozat, 2003-2004, rendezte: Hiroki Hayashi)
  - Akira Shirase
- Birds of Prey (amerikai televíziós filmsorozat, 2002-2003)
  - Barbara Gordon/Oracle/Batgirl – Dina Meyer
- Blake’s 7 (Blake’s 7, angol science fiction televíziós filmsorozat, 1978-1981)
  - Kerr Avon – Paul Darrow
- Bloody Monday (Buraddi mandei, japán tévéfilmsorozat, 2008-2010)
  - Takagi Fujimaru[2] (Falcon) – Miura Haruma
- Dr. Csont (Bones, amerikai tévéfilmsorozat, 2005-2017)
  - Christopher Pelant (2012-2015 között 9 epizódban) – Andrew Leeds
- Simlisek (Breaking In, amerikai bűnügyi tévéfilmsorozat, 2011–2012)
  - Cameron Price – Bret Harrison
- Buffy, a vámpírok réme (Buffy the Vampire Slayer, amerikai filmsorozat, 1997-2003)
  - Willow Rosenberg – Alyson Hannigan
- Chuck (Chuck, amerikai akció-vígjáték sorozat, 2007-2012)
  - Charles „Chuck” Bartowski – Zachary Levi
  - Stephen J. Bartowski – Scott Bakula
- Cyberchase, avagy kalandozások a cyber világban (Cyberchase, kanadai–amerikai televíziós 2D-s számítógépes animációs sorozat, 2002–2010, rendezte: Larry Jacobs)
  - The Hacker (Hieronymous Hacker) (eredeti hangja: Christopher Lloyd, magyar hangja: Rosta Sándor)
- A Lyoko Kód (Code Lyoko, francia televíziós számítógépes animációs sorozat, 2003-2007)
  - Jeremie Belpois
  - Aelita Schaeffer
- Continuum (Continuum, kanadai sci-fi akciófilm sorozat, 2012–2015)
  - Alec Sadler – Erik Knudsen
- Kettős ügynök (Covert Affairs, amerikai akciófilm sorozat, 2010–2014)
  - Auggie Anderson – Christopher Gorham
- Cowboy Bebop (Cowboy Bebop, japán anime, 1998-1999, Vatanabe Sinicsiró)
  - Ed (Radical Edward) (teljes neve Edward Wong Hau Pepelu Tivrusky IV)
- Gyilkos elmék (Criminal Minds, amerikai–kanadai bűnügyi tévéfilmsorozat, 2005–)
  - Penelope Garcia – Kirsten Vangsness (Hackerként A Fekete Királynő (The Black Queen) című epizódban.)
- CSI: Cyber helyszínelők (CSI: Cyber, amerikai televíziós sorozat, 2015–2016)
  - Brody Nelson – Shad Moss
  - Raven Ramirez – Hayley Kiyoko
  - Daniel Krumitz („Krummy”) – Charley Koontz
- Az internetes zaklató (The Cyberbully, angol bűnügyi tévéfilm, 2015, rendezte: Ben Chanan)
  - Hacker – Wilson Haagens
- Sötét angyal (Dark Angel, amerikai sci-fi televíziós sorozat, 2000–2002)
  - Logan Cale (Eyes Only) – Michael Weatherly
- Ki vagy, doki? (Doctor Who, angol sci-fi sorozat, 1963-1989)
  - Doctor – William Hartnell, Patrick Troughton, Jon Pertwee és mások
  - Adam Mitchell – Bruno Langley
  - Clara Oswald / Oswin Oswald – Jenna Coleman
  - Mickey Smith – Noel Clarke
  - Bob Salmon – a sorozathoz kapcsolódó Past Doctor Adventures regények közül Kate Orman Blue Box című regényében
  - Sarah Swan („Fionnula”) – szintén a Blue Boxban
- A bolygó neve: Föld (Earth: Final Conflict, német-kanadai-amerikai akció filmsorozat, 1997-2002)
  - Marcus „Augur” Deveraux – Richard Chevolleau
- Eden of the East (~Édentől keletre, Higashi no Eden, japán anime sorozat, 2009)
  - Yutaka („Pantsu”) Itazu
  - Juiz
- Flash – A Villám (The Flash, amerikai televíziós filmsorozat, 2014)
  - Cisco Ramon / Vibráló – Carlos Valdes
- General Hospital (~Kórház, amerikai televíziós filmsorozat, 1963–)
  - Stan Johnson – Gomez Warren, 2003–2006; Karim Prince, 2006–2007; Kiko Ellsworth, 2007–)
  - Damian Spinelli – Bradford Anderson, 2006–2014, 2015–; Blake Berris, 2017
- Ghost in the Shell: Stand Alone Complex (Kôkaku kidôtai: Stand Alone Complex, japán anime televíziós sorozat, 2002–2005)
  - Aoi (The Laughing Man)
- Hackerville (Hackerville, hat részes német-román tévéfilmsorozat, 2018, rendezte: Igor Cobileanski és Anca Miruna Lazarescu)
- Hacktion és Hacktion: Újratöltve (magyar bűnügyi televíziós filmsorozat, 2011-2012 és 2012-2014)
  - Körösi Betti/Zsolnay Vera – Oroszlán Szonja
  - András – Hujber Ferenc
  - Mátéfi Gréta őrnagy – Gubík Ági
  - Bakos Péter azaz Deamon – Szente Vajk
  - h1???, Hacker 1 – Dósa Mátyás
  - Lacika – Molnár Áron
  - Ariel – Kosik Anita
  - Zoli – Magyar Bálint
  - Balázs – Horváth Zoltán
  - Alex – Bicskey Lukács
  - Kerekes Ádám Géza azaz Metamorf77 – Mészáros Béla
  - Kezelő (néha: Operátor) – Mészáros Béla
  - Guru avagy a Homeless Hacker – Koppány Zoltán
  - Asmodeus (?) –
  - Szamosi Balázs, Bazsi azaz Wotan – Egri Bálint
  - Kezelő II. – Csillag Botond
  - Arius – Ferencz Attila
  - A Coriolanus csoport: Created Og, Brodovics János azaz BrOd (Janik László), m3rra5 (Ganbold Khasid-Erdine), L3Z, aDePTuS
- Johnny Chase (T-Mobile reklám)
  - Johnny Chase (A Törtetők (Entourage), a HBO tv-csatorna által készített amerikai televíziós sorozat nyomán)
- Kis tini hős (Kim Possible, amerikai televíziós rajzfilmsorozat, 2002-2007, rendezte: Steve Loter)
  - Wade
- Level 9 (~Kilences szint, amerikai televíziós sci-fi filmsorozat, 2000–2001)
  - Roland Travis – Fab Filippo
  - Margaret „Sosh” Perkins – Kim Murphy
  - Jargon – Esteban Powell
- Lépéselőnyben (Leverage, amerikai bűnügyi televíziós filmsorozat, 2008–2012)
  - Alec Hardison – Aldis Hodge
  - Colin Mason („Chaos”) – Wil Wheaton
- A Magányos Harcosok (The Lone Gunmen, amerikai filmsorozat, 2001)

A Magányos Harcosok: Melvin Frohike – Tom Braidwood, Richard Langly – Dean Haglund és John Fitzgerald Byers – Bruce Harwood. Közülük Langly a legügyesebb.
- Yves Adele Harlow (Lois Ranz) – Zuleikha Robinson
- Kimmy Belmont – Jim Fyfe
- Alex Goldsmith azaz Double Boogey (Dupla Mumus) – Edward Hart

- Magányos farkas (Lone Wolf McQuade, amerikai akciófilm, 1983, rendezte: Steve Carver)
  - Kayo Ramos – Robert Beltran
- MacGyver (MacGyver, amerikai-kanadai bűnügyi tévéfilmsorozat, 1985)
  - Kate Lafferty – Darcy Marta (A rút kiskacsa (Ugly Duckling) című epizódban)
- Max Headroom (~Max Headroom, amerikai televíziós sci-fi filmsorozat, 1987–1988)
  - Theora Jones – Amanda Pays
  - Bryce Lynch – Chris Young
- Mr. Robot (Mr. Robot, amerikai televíziós bűnügyi filmsorozat, 2015–, rendezte: Sam Esmail)
  - Elliot Alderson: Sam Sepiol – Rami Malek
  - Darlene Alderson – Carly Chaikin
  - Shama Biswas: Trenton – Sunita Mani
  - Sunil Markesh: Mobley – Azhar Khan
  - Leslie Romero – Ron Cephas Jones
  - Cisco – Michael Drayer
- NCIS - Tengerészeti helyszínelők (NCIS: Naval Criminal Investigative Service, amerikai televíziós bűnügyi filmsorozat, 2003–)
  - Abby Sciuto – Pauley Perrette
  - Timothy McGee – Sean Murray
- Nikita (Nikita, amerikai televíziós sorozat, 2010–2013)
  - Seymour Birkoff – Aaron Stanford
- A célszemély (Person of Interest, amerikai televíziós bűnügyi akciófilmsorozat, 2011–2016)
  - Harold Finch – Michael Emerson
  - Samantha Groves (Root) – Amy Acker
- Mosómacik (The Raccoons, amerikai–kanadai televíziós rajzfilmsorozat, 1985–1992, rendezte: Kevin Gillis, Sebastian Grunstra és Paul Schibli)
  - Bentley Raccoon
- ReBoot (~ReBoot, kanadai televíziós rajzfilmsorozat, 1994–2002, Dick Zondag, Steve Ball és George Samilski)
  - Mouse – Stevie Vallance
- SeaQuest DSV – A mélység birodalma (seaQuest DSV, amerikai sci-fi sorozat, 1993–1996)
  - Lucas Wolenczak („Frankenstein”) – Jonathan Brandis
  - Mark („Wolfman”) – Seth Green
  - Martin Clemens („Mycroft”) – Tim Russ
- Serial Experiments Lain (Serial Experiments Lain, japán animesorozat, 1998, Nakamura Rjútaró)
  - Lain Iwakura
- Smallville (Smallville, amerikai–kanadai televíziós sorozat, 2001-2011)
  - Chloe Sullivan – Allison Mack
- South Park (South Park, amerikai televíziós 2D-s számítógépes animációs sorozat, 1997-)
  - Kyle Broflovski
- Team Knight Rider (TKR, Team Knight Rider, amerikai akciófilm sorozat, 1997)
  - Kevin („Trek”) Sanders – Nick Wechsler
- Torchwood (Torchwood, brit televíziós sci-fi filmsorozat, 2006-2008)
  - Jack Harkness – John Barrowman
  - Toshiko Sato – Naoko Mori
  - Esther Drummond – Alexa Havins
  - Ianto Jones – Gareth David-Lloyd
- Undergrads (Undergrads, kanadai televíziós rajzfilmsorozat, 2001)
  - Justin Taylor („Gimpy”)
- Veronica Mars (Veronica Mars, amerikai televíziós sorozat, 2004-2006)
  - Cindy „Mac” Mackenzie – Tina Majorino
- 13-as raktár (Warehouse 13, amerikai sci-fi-fantasy televíziós sorozat, 2009–2014)
  - Claudia Donovan – Allison Scagliotti
- Witch Hunter Robin (japán animesorozat, 2002, Shukou Murase)
  - Michael Lee
- X-akták (The X-Files, amerikai televíziós sci-fi sorozat, 1993-2016)

Visszatérő szereplők a Magányos Harcosok: Melvin Frohike – Tom Braidwood, Richard Langly – Dean Haglund és John Fitzgerald Byers – Bruce Harwood (Róluk önálló sorozat is készült A Magányos Harcosok címmel).
- Szellem a computerben (Ghost in the Machine (1S7E), 1993, rendezte: Jerrold Freedman) Brad Bead Wilczek
- Anasazi (Anasazi (2S25E), rendezte: R.W. Goodwin) Kenneth J. Soona „A gondolkodó” – Bernie Coulson
- A pusztító (Kill Switch (5S11E) című epizód: Esther Nairn azaz Invisigoth (Kristin Lehman) valamint Donald Gelman – Patrick Keating, és társuk, David Markham.
- Suzanne (Three of a Kind (6S19E), 1999, rendezte: Bryan Spicer) Jimmy Belmont – Jim Fyfe, Timmy – John Billingsley, Vöröshajú kockafej – Jeff Bowser, Kopasz kockafej – Jason Felipe
- Valóságos virtualitás (First Person Shooter (7S13E), rendezte: Chris Carter) Ivan Martinez – Jamie Marsh, Phoebe – Constance Zimmer, Darryl Musashi – Christopher Ng.

Játékosok (valószínűleg ők is hackerek): Retro – Billy Ray Gallion, Lo-Fat – Michael Ray Bower valamint Moxie – Ryan Todd
- Cápaveszély (Jump the Shark (9S15E), 2002, rendezte: Cliff Bole) Yves Adele Harlow (Lois Ranz) – Zuleikha Robinson, Kimmy Belmont – Jim Fyfe

## Videojátékok
- Assassin's Creed: Unity (A francia-kanadai Ubisoft, 2014)
  - Bishop
- Danganronpa: Trigger Happy Havoc (A japán Spike Chunsoft, 2010)
  - Fudzsiszaki Csihiro (Chihiro Fujisaki)
- Hacker Evolution (exoSyphen Studios, 2010)
  - Brian Spencer
- The Longest Journey (~A leghosszabb utazás) (Den Lengste Reisen, 1999) A norvég Funcom játéka
  - Burns Flipper
- Mega Man X (japán, Capcom, 1993)
  - Middy
- Metal Gear Solid (Konami Computer Entertainment Japan, 1998)
  - Dr. Hal Emmerich („Otacon”)
- Metal Slug sorozat (Japán: メタルスラッグ Hepburn: Metaru Suraggu, SNK Mega Enterprise – Noise Factory, 1996-2009)
  - Marco Rossi
- Mystic Messenger (Koreai: 수상한메신저; RR: Susanghan Mesinjeo, Cheritz, 2016)
  - Saeyoung Choi (최세영, Choi Se-yeoung) azaz 707
- Overwatch (Blizzard Entertainment, 2016)
  - Sombra
- Persona 5 (a japán Atlus video szerepjátéka, 2016)
  - Szakura Futaba (Futaba Sakura)
- Sly Cooper (Sucker Punch Productions, 2002–2010, Sanzaru Games, 2010–2013)
  - Bentley Wiseturtle
- System Shock (Looking Glass Technologies, 1994)
  - The Hacker
  - Dexter Witer
- Vampire: The Masquerade (1991) változataiban
  - Vampire: The Masquerade – Redemption (Nihilistic Software, 2000)
    - Dev/Null

  - Vampire: The Masquerade – Bloodlines (Troika Games, 2004)
    - Mitnick – a valóban létező hackerről, Kevin Mitnickről mintázva
- Watch Dogs és Watch Dogs 2 az Ubisoft akció játékai (2014 és 2016)
  - Aiden Pearce (The Vigilante/The Fox)
  - JB Marcowicz (Defalt)
  - Raymond Kenney (T-Bone)
  - Damien Brenks
  - Clara Lille (BadBoy17)
  - Johnacious Mailkmon
  - Delford Wade (Iraq)
  - Marcus Holloway (Retr0)
  - Josh Sauchak (Hawt Sauce)
  - Reginald (Wr3nch)
  - Horatio Carlin
  - DedSec – hackercsoport a játékban
- Hacknet (Team Fractal Alligator, 2015)
  - Bitwise (Bit)
  - Kaguya (DLC Labyrinths-ból)
  - Coel (DLC Labyrinths-ból)
  - D3F4ULT (DLC Labyrinths-ból)
  - CSEC (Hacking Group inside game.)
  - The Kaguya Trials (DLC Hacker Group in the game)
  - Striker (Rival on the DLC Labyrinths)
  - Naix (Main Game Rival)

Sokan mások ...

## Szerepjátékok
- Cyberpunk 2020 (1990, a Cyberpunk (1988) második kiadása, írta: Mike Pondsmith, kiadó: R. Talsorian Games)
  - Alt Cunningham (Alt prime)
  - Rache Bartmoss
  - Spider Murphy
- Shadowrun (1989)
  - Fastjack

## Multimédia franchiseok
- A Certain Magical Index (Toaru madzsucu no Index, japán light novel sorozat, 2007-2013)
  - Kazari Uiharu, avagy The Goalkeeper
- Cult of the Dead Cow (Hacking/DIY media, 1984)
  - Demonseed Elite – CULT OF THE DEAD COW online magazin (és több más) / Mage: The Ascension (szerepjáték)
- Ghost in the Shell (Kókaku kidótai, japán cyberpunk manga, 1989-1991, Siró Maszamune (Masamune Shirou))
  - Project 2501, avagy The Puppet Master

## Fordítás
- Ez a szócikk részben vagy egészben  a   List of fictional hackers című angol Wikipédia-szócikk ezen változatának fordításán alapul.  Az eredeti cikk szerkesztőit annak laptörténete sorolja fel. Ez a jelzés csupán a megfogalmazás eredetét és a szerzői jogokat jelzi, nem szolgál a cikkben szereplő információk forrásmegjelöléseként.